# Холмс, Теофилиус
Теофилус Хантер Холмс (англ. Theophilus H. Holmes) (13 ноября 1804 — 21 июня 1880) — американский военный, выпускник Вест-Пойнта, участник индейских войн и американо-мексиканской войны, генерал армии Конфедерации в годы гражданской войны в США, личный друг и фаворит президента Конфедерации Джефферсона Дэвиса. Холмс командовал дивизией во время Семидневной битвы, но после реорганизации армии в августе 1862 года был снят с командования и отправлен на запад, где возглавил Трансмиссисипский департамент. На этой должности, однако, он не сумел защитить реку Миссисипи и не оказал помощи осаждённому Виксбергу.

## Ранние годы
Холмс родился в северокаролинском округе Сампсон, в семье бывшего губернатора Северной Каролины Габриеля Холмса и Мэри Смит Хантер (1776–1833). После неудачных попыток управлять плантацией он попросил отца дать ему протекцию для поступления в  военную академию Вест-Пойнт, куда он поступил в 1825 году по квоте от Северной Каролины. Он учился в одном классе с Робертом Ли и Джеймсом Барнсом, и окончил академию 44-м по успеваемости в выпуске 1829 года. Его определили в 7-й пехотный полк в звании второго лейтенанта.
Холмс был отправлен на фронтир в форт Джесап (в Луизиане), где служил в 1830—1831 годах, затем служил на реке Арканзас (1831—1832), в форте Гибсон (1832—1836), в Кэмп-Кэнэдиан (1834) и на рекрутской службе в 1836—1837 годах. 26 марта 1835 года ему было присвоено звание первого лейтенанта.
В 1837-1838 он снова служил в форте Гибсон, затем был адъютантом при штабе полка, а в 1838-1839 годах участвовал в переселении индейцев чероки. 9 декабря 1838 года Холмс получил звание капитана.
Он участвовал в Семинольской войне (1839—1842), служил в гарнизоне в Новом Орлеане, а после присоединения Техаса участвовал в военной оккупации Техаса. Когда в марте 1846 года генерал Закари Тейлор построил на реке Рио-Гранде форт Браун, он выделил для него 500 человек 7-го пехотного, в числе которых оказался и Холмс. 3—9 мая Холмс участвовал в обороне форта Браун от мексиканской армии. В сентябре он участвовал в сражении при Монтеррей, а затем 7-й пехотный был переброшен к Веракрусу для участия в наступлении генерала Скотта на Мехико. В марте 1847 года Холмс участвовал в осаде Веракруса. За храбрость при Монтеррей он получил звание майора, датированное 23 сентября.